# Elisabeth Maxwell
Elisabeth Jenny Jeanne Maxwell (11 de abril de 1921 - 7 de agosto de 2013) foi uma pesquisadora francesa do Holocausto que estabeleceu a revista Holocaust and Genocide Studies em 1987. Ela foi casada com o magnata Robert Maxwell de 1945 até sua morte em 1991. Mais tarde, foi reconhecida por seu trabalho como proponente do diálogo inter-religioso e recebeu vários prêmios, incluindo uma bolsa honorária do Woolf Institute em Cambridge.

## Biografia
Maxwell nasceu como Elisabeth Jenny Jeanne Meynard em La Grive, perto de Saint-Alban-de-Roche, na França, filha de Louis "Paul" Meynard e Colombe Meynard. Paul, do grupo protestante Huguenote, possuía reis em sua linhagem, enquanto Colombe era católica. Seu casamento com um protestante resultou em sua excomunhão.
Seu pai, Paul, era dono de uma fábrica de tecelagem de seda e prefeito da aldeia. Ela tinha um irmão e uma irmã mais velha, Yvonne. Seus pais a enviaram para a Inglaterra aos nove anos para frequentar o convento de Nossa Senhora da Compaixão em Birmingham. Em 1932, ela voltou para a França. Meynard estudou direito na Universidade de Paris.

### Família
Em setembro de 1944, após a Libertação de Paris, ela conheceu o capitão do exército britânico Robert Maxwell, nascido na Tchecoslováquia, enquanto trabalhava como intérprete; eles se casaram em 15 de março de 1945. Ela então trabalhou como sua assistente em Londres. Eles tiveram nove filhos: Michael, Philip, Ann, Christine, Isabel, Karine, Ian, Kevin e Ghislaine. Todos os filhos de Maxwell receberam os cuidados de sua irmã, Yvonne, uma ginecologista, em Maisons-Laffitte, França.
Duas das crianças morreram na infância: Karine morreu em 1957, aos três anos, de leucemia, e Michael entrou em coma após um acidente de carro em 1961; ele morreu seis anos depois sem recuperar a consciência. No início, a família vivia com um orçamento limitado, mas depois mudaram-se para uma mansão em Broomfield, Esher. A partir de 1960, a família viveu em Headington Hill Hall, onde também estavam localizados os escritórios da Pergamon Press de Robert Maxwell.

## Carreira
Em 1981, aos 60 anos, Maxwell recebeu um PhD em literatura francesa pela Universidade de Oxford por sua tese sobre A arte de escrever cartas na França, 1789-1830.  Sua tese se concentrou em um grupo protestante de Lyon.
Maxwell pesquisou sobre os parentes judeus de seu marido, que morreram sob o domínio nazista, e descobriu que eles somavam no total mais de 300.
Em 1988, Maxwell organizou uma conferência em Oxford e Londres, intitulada "Remembering for the Future". Nesse mesmo ano, ela recebeu o Prêmio Sigmund Sternberg por promover as relações cristão-judaicas. Maxwell é autora de um livro sobre antissemitismo intitulado Silence or Speaking Out, publicado em 1990 pela Southampton University.
Em novembro de 1991, o marido de Maxwell, Robert, foi encontrado morto, flutuando nas águas das Ilhas Canárias perto de seu iate, o Lady Ghislaine. Após sua morte misteriosa, surgiram evidências de que Robert Maxwell havia saqueado os fundos de pensão de seus funcionários do Mirror Group. Seus filhos, Ian e Kevin, foram presos por acusação de fraude em junho de 1992, mas posteriormente absolvidos em janeiro de 1996.
Acredita-se que ela não sabia nada sobre os fundos de pensão desaparecidos; ela ficou financeiramente mal após a morte dele. Yehuda Bauer, um colega historiador do Holocausto, afirmou que após a morte de Robert Maxwell "Elisabeth perdeu sua pensão, todas as suas propriedades, e apenas seus filhos continuaram a sustentá-la. Ela era uma pessoa maravilhosa, gentil e solidária, bem ao contrário de seu marido, a quem ela amava apesar de tudo."
Após o escândalo da pensão, Maxwell supostamente deixou o Reino Unido e passou um tempo em seu castelo na França. Ela voltou para a Grã-Bretanha depois que o duque de Westminster "deu para ela uma casa de quatro quartos".
A autobiografia de Maxwell, intitulada A Mind of My Own: My Life with Robert Maxwell, foi publicada em novembro de 1994. Em uma entrevista de 1995 ao The New York Times, ela refletiu sobre seu casamento afirmando: "Os piores anos da minha vida foram de 1981 a 1991... O que me salvou foi meu trabalho sobre o Holocausto." Em seus setenta e oitenta anos, Maxwell viajou e deu várias palestras sobre estudos do Holocausto.
Maxwell foi editora do livro Remembering for the Future: the Holocaust in an Age of Genocide, um trabalho abrangente que inclui as contribuições de cerca de 200 estudiosos, publicado em 2001. De acordo com a BBC News, ela atuou como presidente executiva da organização Remembering for the Future e foi a palestrante na abertura da conferência de Londres, Evil and Indifference: Is there an End to Genocide?, realizada no Westminster Hall em julho de 2000. Ela participou do comitê executivo do Conselho Internacional de Cristãos e Judeus e fundou a Conferência Internacional sobre o Holocausto.
Maxwell foi premiada com uma bolsa honorária do Woolf Institute em Cambridge por seu trabalho para melhorar as relações entre cristãos e judeus. Ela foi ainda reconhecida com uma bolsa honorária da Universidade de Tel Aviv e o Prêmio Chama Eterna do Instituto Anne Frank.

## Morte
Maxwell passou a maior parte do tempo na França com sua irmã Yvonne. Ela morreu em 7 de agosto de 2013, aos 92 anos, em Dordogne, França.